# Славінська-Белоненко Надія Митрофанівна
Надія Митрофанівна Славінська-Белоненко ( 22 листопада 1911, Таганрог - 1964, Москва) — радянська тенісистка, чотириразова чемпіонка СРСР. Заслужений майстер спорту СРСР (1950).

## Біографія
Надія Белоненко народилася в Таганрозі. Закінчила Таганрозьке авіаційне училище, почала грати в теніс в 1928 році. Стала чемпіонкою Північного Кавказу в 1931 і 1932 роках, чемпіонкою Азовської і Чорноморської області в 1943 році. У 1939 переїхала в Москву.
4-кратна чемпіонка СРСР: 1948 - 1950 (одиночний розряд), 1948 (парний). 12-кратна фіналістка: 1940, 1944 - 1946, 1951 (одиночний розряд) і 1944 - 1945, 1947, 1945 - 1952 (парний). 7-кратна переможниця Всесоюзних Зимових Змагань - 1946 - 1949, 1951 і 1954 (одиночний розряд) і 1954 (парний). 4-разова чемпіонка ВЦРПС - 1939, 1944 - 1945 (одиночний розряд) і 1945 (парний). Переможниця відкритих чемпіонатів Естонії в 1947 - 1948 роках. 12-кратна чемпіонка Москви - (1939, 1944 - 1946, 1947 - 1950, 1954 - 1955 ) (одиночний розряд) і зима 1951 (парний). Переможець кубка Москви в 1947 році. Брала участь в матчах Москва - Ленінград і в матчах з тенісистами з Чехословаччини ( 1938 ) і Угорщині ( 1949 ). У 1942 - 1946 працювала тренером в ДСО « Крила Рад».
Тричі визнавалася кращою тенісисткою СРСР - в 1948 - 1950 роках.
Закінчила виступати в 1961 році . Померла в Москві в 1964.
У 1980-1990-х рр. в Таганрозі проводився тенісний Меморіал Белоненко.